# Kanjon Vrbasa
Kanjon Vrbasa je 1955. zaštićen kao rezervat prirodnih predijela. Smješten je između Jajca, na jugu, i Banje Luke na sjeveru. Kanjon Vrbasa zapravo čine dva manja kanjona: kanjon Podmilačje i kanjon Tijesno. Rijeka Vrbas je probila vapnenačke stijene i tako stvorila kanjon u kojemu su se pod posebnim uvjetima kakvi vladaju u kanjonskom ekosustavu razvile brojne endemske i reliktne biljne i životinjske vrste.
Kanjon je idealan za različite avanturističke sportove poput kajaka, kanua, raftinga, alpinizma i ostalih. Kanjon se u dužini od 31 kilometar koristi za vodene avanturističke sportove. Ovdje je održano svjetsko i europsko prvenstvo u raftingu.